# Nový Smíchov
El Nový Smíchov es un centro comercial ubicado al oeste del centro de Praga en la República Checa. Abrió sus puertas en 2001. El centro comercial tiene una superficie comercial de 60.000 metros cuadrados (650.000 pies cuadrados). Es uno de los mayores centros comerciales de la República Checa. El centro fue desarrollado por la firma francesa Delcis, en una zona descrita anteriormente como "sombría y poca prometedora". Se inauguró en 2001, convirtiéndose en el más grande edificio en el centro de Europa. 